# 澁谷覚
澁谷 覚（しぶや さとる、1964年 - ）は、日本の経営学者。早稲田大学ビジネススクール・商学学術院経営管理研究科教授。専門はマーケティング、消費者行動分析。

## 略歴
東京都出身。開成中学・高校卒業。1988年東京大学法学部卒業。東京電力勤務を経て、1995年慶應義塾大学大学院経営管理研究科修士課程修了、2001年同後期博士課程単位取得退学。2003年慶大より博士（経営学）取得。
2001年新潟大学経済学部助教授、2006年同大学技術経営研究科助教授。2007年東北大学大学院経済学研究科准教授、2009年教授。2016年学習院大学国際社会科学部教授、同学部長を経、2022年早稲田大学ビジネススクール教授。

## 著書

### 単著
- 『類似性の構造と判断』（有斐閣, 2013年）

### 共著
- （久保田進彦, 須永努）『はじめてのマーケティング』（有斐閣, 2013年）
- （久保田進彦・澁谷覚）『そのクチコミは効くのか』（有斐閣, 2018年）
- （西川英彦・澁谷覚）『1からのデジタル・マーケティング』（碩学舎, 2019年）